# Tiberiu Ghioane
Tiberiu Ghioane (ur. 18 czerwca 1981 w miejscowości Târgu Secuiesc w Rumunii) – rumuński piłkarz występujący na pozycji pomocnika; zawodnik Dynama Kijów i reprezentacji Rumunii.

## Kariera piłkarska

### Kariera klubowa
Jest wychowankiem klubu Tractorul Brașov. Karierę piłkarską rozpoczynał w drugoligowym FC Brașov. Latem 1999 roku został zawodnikiem Rapidu Bukareszt. W ciągu rundy jesiennej w lidze zagrał 7 razy. Kolejny sezon (a właściwie jego rundę jesienną) zaliczył z dorobkiem 10 spotkań i jednego gola. Na początku 2001 roku przeszedł do Dynama Kijów. W trakcie rundy wiosennej nie zagrał w Wyszczej Liże, ale wystąpił w 6 spotkaniach Pucharu Ukrainy (1 gol). W kolejnych sezonach Ghioane zaczął odgrywać ważną rolę w barwach Dynama. Ogółem zdobył z klubem trzykrotnie mistrzostwo Ukrainy (2003, 2004, 2007) oraz puchar Ukrainy (2003, 2005), występował także w Lidze Mistrzów.
3 lutego 2005 Ghioane doznał udaru mózgu, w wyniku którego jego życie zostało zagrożone. W sezonie 2005-06 zagrał jedynie w dwóch meczach ligowych. Nie było wiadomo kiedy i czy w ogóle powróci na boisko (odradzało mu to wielu lekarzy). Ghioane powrócił na boisko 17 marca 2007 roku w meczu ligowym Dynamo - Zoria, zastępując w 78. minucie Ayilę Yussufa, by w 87. minucie zdobyć gola, ustalając wynik na 4-0. Latem 2011 opuścił kijowski klub a 25 sierpnia uzgodnił swój nowy kontrakt z FC Vaslui, który ważny od 1 września 2011.

### Kariera reprezentacyjna
W reprezentacji Rumunii Ghioane zagrał 20 razy, zdobywając dwa goli.

## Sukcesy i odznaczenia
- mistrz Ukrainy: 2003, 2004, 2007, 2009
- zdobywca Pucharu Ukrainy: 2005, 2006, 2007
- zdobywca Superpucharu Ukrainy: 2009